# Hôpital militaire de Bizerte
L'hôpital militaire de Bizerte est un hôpital militaire tunisien situé à Bizerte en Tunisie, un établissement public à caractère administratif doté de la personnalité morale et de l'autonomie financière. Il est créé en 1983.

## Activités
L'hôpital a pour mission principale de dispenser des soins hautement spécialisés par l'emploi de technologie moderne et par la mise en place d'organes de gestion appropriés. Il fonctionne comme centre de diagnostic, de traitement et d'expertise médicale.
Ses services hospitaliers spécialisés sont les suivants :
- Service de médecine interne
- Service de cardiologie
- Service de gastro-entérologie
- Service de pneumo-allergologie
- Service de chirurgie
- Service d'oto-rhino-laryngologie
- Service d'ophtalmologie
- Service de pédiatrie
- Service de médecine dentaire
- Service de médecine de plongée

Ses services et unités médicales communes sont les suivants :
- Service de radiodiagnostic
- Service de laboratoire et de transfusion sanguine
- Service de pharmacie
- Service des consultations externes
- Service des urgences
- Service d'hygiène hospitalière et de protection de l'environnement
- Service de rééducation fonctionnelle
- Unité d'hémodialyse et rein artificiel